# Angela von Neumann
Angela von Neumann (Milwaukee, Wisconsin, 1928 - Palma, 29 de gener del 2010) fou una pintora estatunidenca, filla de Robert von Neumann.
Estudià a l'Institut d'Art de Chicago des de 1946 a 1950, i anà a viure a ciutat de Mèxic fins al 1952. Durant els anys 1953 i 1954 va ensenyar pintura a Denver (Colorado), i cap al 1954 anà a Europa, tot establint-se a Galilea (Mallorca) amb el seu marit, el pintor John Ulbricht.
Va exposar la seva obra en diverses col·lectives d'Amèrica i Europa, i va celebrar exposicions individuals a Mèxic, Milwaukee, Denver, Palma i Nova York. Té obres als Museus d'Art de Denver i de Columbus, Ohio. El 1997 va rebre el Premi Ramon Llull.